# Jacob Adlerbeth
Jacob Adlerbeth (Stoccolma, 1785 – Stoccolma, 1844) è stato uno storico e filologo svedese, figlio di Gudmund Jöran Adlerbeth.
Fondatore e segretario della Lega gotica che puntava alla riesumazione e valorizzazione delle antichità nazionali, si dedicò a tradurre e diffondere i monumenti letterari dell'antica cultura norrena utilizzando gli studi e le traduzioni di filologi danesi quali Rasmus Christian Rask e Rasmus Nyerup.

### Opere
- 1811 – Edda eller skandinavernas hedniska gudalära (L'Edda o la mitologia pagana degli scandinavi)

| Controllo di autorità | VIAF (EN) 84031948 · ISNI (EN) 0000 0000 9044 1571 · CERL cnp00464889 · LCCN (EN) n98045592 · GND (DE) 123198178 |